# Sjötransportenheten
Sjötransportenheten (STE) är organiserad inom Första ubåtsflottiljen och lokaliserad i Karlskrona. STE ingår i Försvarsmaktens specialförbandssystem (FM SF) och är ett Specialoperationsförband (FM SOF). Enhetens uppgift är att stödja Särskilda operationsgruppen (SOG) med taktiska sjötransporter, understödjande eld och transport av sårade.
Det viktigaste för enheten är att transportera specialförbandspatruller med ett bibehållet stridsvärde på ett taktiskt riktigt sätt - för att specialförbandspatrullerna skall kunna lösa sina uppgifter. En båtoperatör inom STE skall kunna navigera och framföra mindre båtar såsom ribbåtar. Som båtoperatör ingår man i en besättning om tre till fyra individer beroende på uppdragets art, men i grunden har samtliga båtoperatörer samma kompetens och fysiska samt psykiska kvaliteter. Båtarna skall framföras och behärskas i hög fart både i dagsljus och mörker under svåra förhållanden samt att tjänsten kräver förmåga till strid såväl till land som till sjöss. Förutom högfartsnavigation/manövrering är båtoperatörerna var och en specialiserade på samband, understödjande eld samt sjukvård.
Sjötransportenheten rekryterar återkommande ny personal till båtoperatör. Rekryteringen sker genom en så kallad särskild uttagning och är en noggrann och omfattande urvalsprocess för att kvalitetssäkra rätt individ till enheten. Efter godkänd uttagning följer en ca 18 månaders grundkurs. Efter godkänd grundkurs placeras individen som båtoperatör vid Sjötransportenheten.
STE skall kunna ingå i en behovssammansatt stridsgrupp för att bidra med den marina förmåga till Försvarsmaktens specialförbandssystem. Enheten skall kunna verka autonomt långt från närmaste bas, vilket ställer höga krav på goda kunskaper i sambands- och sjukvårdstjänst.